# Козув (Любуське воєводство)
Козув (пол. Kozów, нім. Kaaso) — село в Польщі, у гміні Ґубін Кросненського повіту Любуського воєводства.
Населення — 101 особа (2011).
У 1975-1998 роках село належало до Зеленогурського воєводства.

## Демографія
Демографічна структура станом на 31 березня 2011 року:
|          | Загалом | Допрацездатний вік | Працездатний вік | Постпрацездатний вік |
| -------- | ------- | ------------------ | ---------------- | -------------------- |
| Чоловіки | 53      | 14                 | 32               | 7                    |
| Жінки    | 48      | 12                 | 23               | 13                   |
| Разом    | 101     | 26                 | 55               | 20                   |